# Ulla Diedrichsen
Ulla Diedrichsen er dansk samtidskunstner med rod i den internationale konceptkunst og den europæiske retning, Spurensicherung. Hun har udgangspunkt i maleriet, men blev tidligt en af pionererne inden for dansk fotobaseret kunst og samtidsbaserede medier. Dette viser hun i sine tematiske udstillinger indeholdende både maleri, tegning, objektkunst, film og fotografi. Ulla Diedrichsen udstillede allerede i 1970erne fotografiske installationer og environments og har modtaget flere priser herfor.
I 1980erne blev hun af Polaroid udvalgt til at eksperimentere med instant fotografi og blev den første dansker kunstner optaget i The International Polaroid Collection, Boston, USA sammen med kunstnere som Helmut Newton, Ansel Adams, Chuck Close og Andy Warhol. Som sidstnævnte fik også hun mulighed for også at udvikle Polaroids 50/60 format. Resultatet heraf indgår i flere europæiske museers samlinger, bl.a. Kunstmuseum Brandts, Museum der Moderne, Salzburg, Victoria and Albert Museum, London. Kendt er også hendes Polaroidserie ”Shootings from The Factory” optaget 1986 og 1987 på Andy Warhols The Factory i NY.
I 1990erne var Diedrichsen en af de første billedkunstnere, der arbejdede med integration mellem kunst og arkitektur, hvilket tog form af 10 offentlige danske bygninger, bl.a. Fredericia Politigård og Skanderborg Sundhedscenter. Hendes samarbejde med anerkendte arkitekter resulterede i en række  foredrag, endvidere forelæsninger qua hendes eksterne lektorat v. Kunsthistorisk Institut (1984-98), Aarhus Universitet.
Sideløbende med Ulla Diedrichsens omfattende udstillingsvirksomhed, bl.a. som den første kvindelige danske kunstner med solo og retrospektiv udstilling på ARoS Kunstmuseum, har hun samarbejdet med en række internationale forfattere, bl.a. den dadaistiske Wiener-lyriker, Friederike Mayröcker, feministikonet  Erica Jong NY og kvindeforskeren Karin Wieland fra Berlin. Tilbagevendende undersøgelser i Diedrichsens værk er af eksistentiel karakter, som udfordrer etablerede forestillinger om identitet og adfærd.  Hun er  voyeur og viser, hvorfor vi gør som vi gør, hvilket i særlig grad kommer frem i hendes fotoserier og tekster, bl.a. i udstillingerne og bøgerne BeautiFULL – my Combine Side på KØN – Gender  Museum Denmark og Jeg-var-her, Skriftbilleder, Ribe Kunstmuseum.
Udover den billedkunstneriske praksis og de  arkitekturintegrerede projekter har hun kurateret adskillige udstillinger, deltaget i en lang række TV- og radioudsendelser, lavet film og bidraget til bogudgivelser om sit mangesidede værk. Diedrichsen arbejder internationalt, har udstillet og er repræsenteret på kunstmuseer og samlinger både i Danmark og i udlandet. Om hendes værk er der udgivet flere bøger og publikationer. Hun er optaget i Literaturarchiv Salzburg og Institut für Moderne Kunst, Nürnberg.

## Film
- Når Jorden Synger, produceret 2004 PTVfilm, 2007, Systime, ISBN 87-616-1793-8
- Moment Movement Monument produceret  2005
- Vindue med 4-kanter, 2006
- ZWI-Zones, produceret med Valie Export 2007
- Jeg-var-her,  Skriftbilleder af Ulla Diedrichsen, produceret med Mathias Lassen 2020